# Ljubanje
Ljubanje (en serbe cyrillique : Љубање) est un village de Serbie situé sur le territoire de la Ville d'Užice, district de Zlatibor. Au recensement de 2011, il comptait 787 habitants.

## Démographie

### Évolution historique de la population
| 1948 | 1953 | 1961 | 1971 | 1981 | 1991 | 2002 | 2011 |
| ---- | ---- | ---- | ---- | ---- | ---- | ---- | ---- |
| 955  | 963  | 873  | 767  | 687  | 659  | 708  | 787  |

|  |